# 泰兴市
泰兴市在中华人民共和国江苏省中部、长江下游北岸，是江苏省直管的一个县级市，行政上由泰州市代管。泰兴置县于南唐升元元年（公元937年），寓意“国泰民安、兴旺发达”。市人民政府駐国庆东路218号。区域总面积为1,169.65平方公里。

## 自然地理

### 地理位置
泰兴市位于江苏省中部，长江下游北岸。北纬31°59′~32°24′，东经119°48′~120°22′；东接如皋市，南接靖江市，西濒长江，与扬中市和常州市新北区隔江相望。北邻泰州市姜堰区，东北与海安县接壤，西北与泰州市高港区毗连。东西最大直线距离为47.0千米，南北最大直线距离为43.5千米。

### 地形特征
泰兴市位于长江下游，江苏省苏中平原南部，全市属长江三角洲冲积平原，地势东北高，西南低，略呈倾斜，地面真高最高7.2米，最低1.8米，平均5米左右，总面积1252.6平方千米，水域230.3平方千米（含江域面积42.88平方千米），占18.4%，地势东北高、西南低，由东北向西南渐次倾斜。按地貌特征，全市可分为高沙土地区,沿靖圩田地区,沿江水田地区。

### 自然气候
泰兴市属北亚热带海洋性季风气候区，兼受西风带和副热带以及热带天气系统的共同影响，气候具有过渡性、海洋性、季风性的特点，温暖湿润，四季分明，雨水充沛，日照充足，光、热、水高峰基本同季，有利于农业生产。年平均气温14.90℃，一月最冷，平均气温1.9℃，最低气温-12.5℃。七月最热，平均温度27.6℃，最高气温40℃。年平均日照2125.8小时，年平均降水量1027.2mm，年平均雨日119.1天，太阳辐射总量为151.21千卡/cm2，积雪日7天，无霜期220天。

### 矿产资源
泰兴主要矿种有：
- 二氧化碳，分布于黄桥、溪桥一带，气田已控制含气面积52.2平方公里，气田埋深1800—2650米，可采储量54.86亿立方米，地质储量261.48亿立方米以上，控制储量430亿立方米，储量为亚洲之最。
- 天然饮用矿泉水，分布于马甸热电开发区周围。
- 氦气，分布于溪桥一带，气层厚度5.4米。与二氧化碳伴生，为黄金型气体，初步了解为深、浅层，地质储量约1200万立方米。
- 地热，分布新街一带。
- 浅层天然气，成份以甲烷为主。
- 优质石英砂，制砖瓦粘土。矿产资源品种虽少，但储量丰富，品位高。

### 水系河流
泰兴市西濒长江，地处通扬运河以南高沙土平原腹地，境内水网密布，河流众多，属长江水系。全市现有水域面积229.88km2（含长江水域面积42.88km2）。其中，长江泰兴段长37.74km。现有定名常流河道三百多条，无名小溪不可枚数。横贯市境的区域性重点骨干河流共有14条，这些河流多系人工开挖而成，其水位受人工节制阀控制，也受降水量大小的影响，属感潮河流。长期为全市工农业生产和广大城乡居民生活发挥着水资源供给、防洪排涝、水上运输、水生态和水环境等水利基础保障作用。

## 历史沿革

### 建县前
泰兴故地为《禹贡》所载扬州之域。
- 周时为海阳属地
- 春秋时属吴。
- 周元王四年（公元前472年）越灭吴，遂为越地。
- 战国中期，楚威王灭越后，归于楚。
- 秦时，为广陵地，属九江郡。
- 楚汉之际属东楚，为东阳郡地。
- 汉高祖六年（公元前201年），复为广陵地，属荆州。十一年改属吴。十二年，为吴王刘濞封地，名海陵仓。
- 武帝元狩六年（公元前117年）置海陵县，时泰兴故地为海陵县之济川镇。

### 建县
泰兴置县于五代十国 南唐烈祖昇元元年（937年）分海陵南境济川镇建县,县治设济川镇。县名来源于国泰民安、百业兴旺之意。

### 北宋
- 太祖乾德二年 （964年），因塌江，县治由济川镇移至口岸以西的柴墟，并于四周累土为城。
- 徽宗宣和四年（1122年）改属扬州。

### 南宋
- 建炎四年（1130年）通泰镇抚使领管泰兴县。十一月，岳飞任通泰镇抚使，率兵抗金，因泰州无险可守，退保柴墟，大败金兵于南坝桥（今口岸南，已坍于江），歼敌数千。
- 绍兴初年（1131年）县治南迁延令村（今济川街道），并围筑土城。
- 绍兴初，再属泰州；五年，仍改属扬州；十年又属泰州；十二年又改属扬州。

### 元
- 升泰兴为上等县，属扬州路总管府。

### 明
- 属扬州府
- 洪武初年泰兴所辖马驮沙划属江阴县。
- 成化七年（1471年）应天巡抚滕昭奏分江阴之马驮沙置靖江县，泰兴所辖孤山一带，划入靖江。

### 清
- 雍正二年（1724年）通州升为直隶州，泰兴县改属通州（今南通市）。
- 雍正十三年（1735年）全县废乡都,裁革里甲,全县分为四辖:口辖、捕辖、黄辖、印辖。以典吏所治之地域为捕辖，驻县城；下有黄桥、口岸、印庄设巡检司为黄辖、口辖、印辖、印辖不久移驻季家市。
- 光绪三十三年（1907年）泰兴西部辖地江心太平洲划入太平厅（今扬中市）。

### 民国
- 民国三年（1914年）属苏常道，1927年直属江苏省，1933年属泰州行政督察区，1934年改属扬州行政督察区。
- 民国三十四年（1945年3月）季家市划入如西县，是年9月划归靖江。
- 民国三十八年（1949年）5月泰兴县将所属东南的季家市及其附近的短夼、前小庄、李家圩、王锡匡等村庄划属靖江县管辖建立季市镇。

### 建国后
- 1949年全县解放，属泰州行政区
- 1953年属扬州行政公署，1983年属扬州市。1992年经国务院批准撤县设泰兴市（县级），由江苏省直辖、扬州市代管。
- 1996年8月由新设的地级泰州市代管。
- 1997年4月，经省政府批准，将泰兴西北沿江的口岸、刁铺、田河、许庄、永安洲5个乡镇划归 泰州市高港区。
- 2008年8月，胡庄镇，泰兴市第二捕捞分司，宣堡镇赵王、乔杨、明河、钱赵、管营、孔桥、蔡庄等7个村划归 泰州市高港区。
- 2012年10月1日，泰兴被列为江苏省“省直管试点“城市之一。

## 市委、市人大、市政府、市政协领导

### 市委
- 市委书记：刘文荣
- 市委副书记：牛世杰      刘辉
- 常委：王    蕾      毛戴军     王建武     范存力     赵　俊     蒋益公     石　磊     孙红东

### 市人大
- 主任：张红霞
- 副主任：刘    健     王晓云     王常健

### 市政府
- 市长：牛世杰
- 常务副市长：毛戴军
- 副市长：范存力     惠    星     朱为祥     冯    宇     芦志伟

### 市政协
- 主席：徐闻仲
- 副主席：周桂香      周国庆     陆    军     冯    祥     王新宇[3]

## 交通建设

### 公路

#### 国家高速
- 京沪高速公路  沪陕高速公路贯穿泰兴市境，有泰兴东(河失),泰兴北(根思),广陵等出口。

#### 苏高速
- 盐靖高速公路 南北向贯穿泰兴东部,有泰兴互通(黄桥)K11+228,新街互通K25+480两出口.北上可达盐城,南下可过江阴大桥通往江南.

#### 国道
- 345国道泰兴境内位于原江平公路位置,南北向贯穿泰兴市域,是泰兴北上扬州,泰州,南下靖江,东联如皋,南通等地的重要通道.

#### 江苏省道
- 334省道又名如泰公路横贯泰兴东西,东至大海洋口港,西至泰兴长江边.是泰兴前往如皋,如东等地,通江达海的重要通道
- 355省道是新一轮江苏省道路网规划中连接南通洋口港与泰州核心港区的一条重要的东西向干线公路，也是泰兴市域北部地区的交通主动脉.目前泰兴段已经建成通车.
- 356省道又名北沿江高等级公路南北向贯穿泰兴市域西部 黄桥,滨江等乡镇,南下可接靖江,江阴,无锡,北上前往高港,扬州等地.
- 229省道又名盐靖公路南北向贯穿泰兴市域东部 珊瑚,黄桥,元竹等乡镇,南下可接靖江,江阴,无锡,北上前往姜堰,盐城等地.
- 504省道又名泰常公路是连接 京沪高速公路泰兴北互通经七圩汽渡至常州的连接线.
- 232省道是新一轮江苏省道路网规划中连接苏北、苏中、苏南的纵向干线公路,南北向贯穿泰兴市域中部新街,河失,曲霞等乡镇,南下可接靖江,江阴,北上前往姜堰,盐城等地,目前尚在建设中.
- 436省道是一条连接 沪陕高速公路广陵高速出口和 345国道的联络线,目前尚在建设中.

### 铁路
- 新长铁路经过黄桥东侧，设泰兴站,
- 盐泰锡常宜城际铁路（规划中），将以南北向经过泰兴,预计在泰兴城区附近设站.
- 北沿江高铁（建成中）将以西北东南方向经过泰兴，并在黄桥镇附近设站.

### 公交

#### 泰兴城区公交
- 城区公交1路  客运站-技工学校
- 城区公交2路  城东枢纽站-老西站 （环线）
- 城区公交3路  新客站-十里甸
- 城区公交5路  新客站-阳光一品
- 城区公交6路  城东枢纽站-红星美凯龙
- 城区公交9路  新客站-南门口 （环线）
- 城区公交11路  新客站-华欣商贸城
- 城区公交16路  城东枢纽站-扬子江中学
- 城区公交18路  城东枢纽站-滨江镇政府
- 城区公交Y2路  （新客站-老西站）（环线，夜班）

#### 泰兴城乡公交
- 200路 城黄线 白天与201—205合线经营，下午6:00以后东站-济川路-中兴大道-黄桥
- 201路 古溪线 泰兴-东站-河失-溪桥-黄桥-分界-古溪（早、中、晚延伸至周庄）
- 202路 横垛线 泰兴-东站-河失-溪桥-黄桥-横垛-钱荡-尹垛-古溪
- 203路 元竹线 泰兴-东站-河失-溪桥-黄桥-三里-元竹-太平桥（早、中、晚延伸至钱荡）
- 204路 长生线 泰兴-东站-河失-溪桥-黄桥-长生-赵庄（早、中、晚延伸至分界）
- 205路 珊瑚线 泰兴-东站-河失-溪桥-黄桥-横巷-八户-珊瑚
- 206路 宁界线 泰兴-河失-常周-王桥-南沙-宁界-八户（早、晚延伸至珊瑚）
- 207路 广陵线 泰兴-河失-常周-王桥-港湾-广陵
- 208路 新街线 泰兴-河失-印院-南新-新街（早、晚延伸至老北新）
- 209路 霍庄线 泰兴-根思-宣堡-梅堰-丁庄-新街-霍庄
- 210路 南新线 泰兴-横过线-姚王-老叶-南新-金干
- 211路 高港线 泰兴-大庆路-西站-马甸-高港-高港北站
- 212路 永安线 泰兴-大庆路-西站-大马庄-小马庄-马甸-永安
- 213路 刘陈线 泰兴-姚王-印院-刘陈-果园场（早、中、晚延伸至黄桥）
- 214路 孔桥线 泰兴-根思-宣堡-孔桥
- 215路 胡庄线 泰兴-根思-新羌-汪群-丁庄-胡庄
- 216路 曲霞线 泰兴-张桥-毗芦寺-曲霞-广陵
- 217路 焦荡线 泰兴-张桥-焦荡—曲霞
- 218路 南沙线 泰兴-十里甸-焦荡-常周-南沙
- 219路 汽渡线 泰兴-滨江-蒋华-虹桥-汽渡
- 220路 虹桥线 泰兴-张桥-毗芦寺-新市-通石桥-七圩-收费站
- 221路 滨江线 泰兴-老西站-过船-通江路-开发区-天星（早、晚延伸至新星村）

#### 泰兴城际公交
- 泰兴-靖江 （靖江公交编号26路）

### 机场
泰兴境内尚无机场,但有南京禄口国际机场和扬州泰州机场的城市候机楼位于泰兴客运中心.
距离泰兴较近的机场有如下所示:
- 距离扬州泰州机场 约66.5KM
- 距离常州奔牛机场 约92.4KM
- 距离苏南硕放机场 约97.3KM

### 港口
泰兴市区位优势明显，水上交通十分便捷。是上海都市圈的组成部分。25.2公里长江岸线拥有国家一类对外开放通用码头和化工、建材、液化气、煤炭等专用码头。
港口建设方面，沿江建成投运生产性泊位13个，其中，万吨级以上泊位9个；泰兴港区货物吞吐量2013年完成2060万吨。外贸货物吞吐量426万吨，完成进出口总值26.3亿美元、关税23.63亿元。

## 地方特产

### 自然特产
- 银杏
- 香荷芋
- 元麦
- 长江三鲜
  - 河豚
  - 鲥鱼
  - 刀鱼
- 螃蜞

### 美食小吃
| - 黄桥烧饼 - 黄桥肉渣 - 宣堡小馄饨 - 孔桥小雄鸡 - 刘陈猪三宝 - 宣堡生姜丝 - 新市复烧饼 - 毗卢猪蹄 - 酵烧饼 | - 泰兴𬖑子粥 - 肉松 - 张桥鸭煲 - 曲霞汤包 - 茄饼 - 荞麦扁团 - 摊烧饼 |

- 涨烧饼

### 手工艺品
- 麻将
- 小提琴

## 行政区划
2010年3月25日，江苏省人民政府同意调整泰兴市部分镇行政区划，具体为：将泰兴市 横垛镇与古溪镇合并设立新的 古溪镇 ；将泰兴市 溪桥镇、刘陈镇与黄桥镇合并设立新的 黄桥镇 ；将泰兴市马甸镇与滨江镇合并设立新的 滨江镇，将 泰兴镇向阳、张庄、郭庄、三联4个村划归滨江镇管辖；将泰兴市蒋华镇与七圩镇合并设立 虹桥镇 。2011年3月22日，江苏省人民政府同意撤销泰兴镇，设立济川街道。
截止2025年，泰兴市辖济川、延令、姚王3个街道，黄桥、虹桥、广陵、滨江、宣堡、古溪、曲霞、河失、新街、珊瑚、张桥、分界、元竹13个镇和根思1个乡，共有68个居委会、294个村委会。

## 人口
根据第七次全国人口普查数据，截至2020年11月1日零时，泰兴常住人口为994445人。
| 2017年末，全市人口為118.56万人。 - 济川街道 面积74.64平方千米，人口224400人。 - 黄桥镇 面积175.01平方千米，人口192247人。 - 珊瑚镇 面积49.51平方千米，人口52516人。 - 广陵镇 面积58.66平方千米，人口57831人。 - 古溪镇 面积70.82平方千米，人口60321人。 - 元竹镇 面积47.54平方千米，人口38926人。 - 张桥镇 面积61.77平方千米，人口57286人。 - 曲霞镇 面积35.26平方千米，人口32921人。 | - 河失镇 面积64.56平方千米，人口55841人。 - 新街镇 面积47.33平方千米，人口60640人。 - 姚王镇 面积66.88平方千米，人口51618人。 - 宣堡镇 面积32.16平方千米，人口31672人。 - 虹桥镇 面积95.42平方千米，人口76742人。 - 滨江镇 面积109.63平方千米，人口95693人。 - 分界镇 面积70.88平方千米，人口59611人。 - 根思乡 面积50.65平方千米，人口51706人。 |

## 方言
60年代初出版的《江苏省和上海市方言概况》把泰兴方言划归“第三区”通泰方言区。泰兴话现划属于江淮官话通泰片。通行于今泰兴市和泰州市高港区的永安田河口岸刁铺许庄胡庄以及靖江季市。人称代词复数词尾“交cio”是这一片区别于其他地区的特征。内部分区大致可分为三片：城区片，东乡片，西乡片。
泰兴话有四声六调。六调是阴平阳平阴上阴去阴入阳入。这六个调对应的字分别是
- 阴平：高低开花
- 阳平：爬麻抗拿
- 阴上：马假卡老
- 阴去：去四对泰
- 阴入：拍国瞎掐
- 阳入：白学绿摸

这里的入声是一种短促而爆破的声调，大家可以试着用泰兴话说【欲速则不达】体验一下。与泰兴同属如泰小片的如东东路话和兴化城区则保留有阳去调。其实根据泰兴话和普通话也能推出哪些字是阳去字。泰兴的阳去调并入阴平，普通话的并入去声，所以普通话读阴去泰兴话读阴平的大致就是阳去字，比如【淡】【病】【柜】【梦】。
更多参见泰兴话 - 维基百科，自由的百科全书

## 友好城市
- 美国加利福尼亚州阿卡迪亚市（1997年11月4日）
- 布罗肯希尔市

## 名胜古迹

### 古遗址

#### 济川镇遗址
济川镇始建于汉朝元封年间。南唐设置泰兴县时，曾为县治所在地。明万历《泰州志》载有“济川河（今南官河）在州治南，自运河坝至济川镇通扬子江”之句。清顾祖禹《读史方舆纪要》则载济川镇的位置，“在县（指泰兴县城）西北四十里”。据此，济川镇位于济川河入江处，遗址当在今龙窝口至杨港湾之间。历史上，这里坍江严重，旧志曾有“比年河伯为祟，江徙而内，殆十五里许”的记载。宋乾德二年（964年）县治移至柴墟（今口岸镇），盖缘于旧治坍于江。至于以后泰州南门出现的济川桥、济川巷、济川里、济川镇（民国初年设），似因近济川河而得名；泰兴城内出现的济川街、济川桥，皆因纪念济川镇而得名。

#### 洗钵池遗址
遗址在县城原广福寺后，即今县广播电台东侧。相传唐朝年间，这里有一个水池，占地约60平方米。池南广福寺有个法响和尚，曾降伏虎患，旧志《续高僧传》称其为“伏虎禅师”。他常在池边洗钵，并能将陶钵里外翻转洗涤，因称洗钵池。现今池已填塞，建屋其上，用作居民地名。

#### 明代驻军遗址
今县境内有12个以营为通名的自然村。清光绪《泰兴县志》载，明朝初年，泰兴营武属镇江卫（明代驻兵的地点）领管。其时，镇江卫在泰兴境内设前所、中所各一；前所设李家营、杨家营、朱家营（后改张家营）、王家营（均在今十里甸乡）；中所设曹家营（在今许庄乡）、王官营（后改戚官营，在今口岸镇东北）、吴官营（后改汪官营）、朱官营（二营在今田河乡）、李官营、管官营（均在今孔桥乡）、杨官营（在今胡庄乡）、翟官营（在今刁铺镇南部），凡12个营，营各统军百人，其中十分之二守卫城池，十分之八垦种土地。嗣后各营以人口递增，聚居成村，遂以为村名。

#### 烽墩遗址
明万历《泰兴县志》记载，明弘治年间，全县建有烽墩17处，每墩置屋一间，居巡逻之卒，以为报警的土堡哨所。当时共分三路设置：一路自城西南至长江边；一路自城西北过刁家铺至泰州界；一路自城东北过黄桥至如皋县界。今泰兴镇东部、口岸镇东南部、刁铺镇南部的“五里墩”都是明代的烽墩所在地，后为民众聚居而成自然村。

#### 城砖窑遗址
遗址在今曲霞镇北部，相传明代有戴姓在此建窑18座，专烧城砖，供修建泰兴县城垣之用，俗称戴家窑。后以民众聚居于此，遂用作自然村名。

### 古墓葬

#### 宋 三妃墓
三妃墓在泰兴镇国庆路南。相传宋高宗南渡时，有三个妃嫔从迁，卒于泰兴，葬于城内香花桥（已废）南。原有三个坟墩，面北而立，四面环水。解放初犹在，现已填平，为国庆路商场所在地。

#### 宋 朱宝明墓
朱宝明，官至御史中丞，南渡时，曾奉命参江左诸军。墓在县西南朱家巷（又称沙埠）。宋宝佑四年（1256年），墓上曾产生紫芝，一本三茎，高一尺五寸，色紫赤。故“沙埠芝香”列为泰兴八景之一。

#### 宋 顾孝子墓
顾孝子墓在黄桥镇西寺桥外。孝子名昕，永丰里（今黄桥）人。事母至孝，母起必问母所欲，历50年来尝稍懈。母病，他日夜侍奉，衣不解带。母目失明，他日夜号泣，直到医好方休。明成祖闻其孝行，作诗两首，并附以序，以示表彰。后人为纪念其孝行，就其葬地建造“顾孝子亭”。明万历十九年（1591年），泰兴知县段尚绣又在亭中树立石碑，上刻“宋顾孝子墓”5字，两侧石柱上刻着一副对联，“孝列史书，五十载晨昏不改；墓凭碑石，二百年风雨无伤。”解放初期孝亭尚在，现已圮废。

#### 明 茅𰵩墓
茅𰵩，字大方，卒后封赠左都御史（详见本志人物篇）。墓在泰兴城内莲花庄。墓前原有石碑，后圮废。民国20年前后，茅氏子孙在墓前重树石碑，文曰：“明御史茅公讳𰵩之墓”。

#### 明 张政墓
张政，字公中。正统间，岁大饥，政出粟1100石赈济饥民。墓在城北稍东三里处。墓前尚有华表、石人、石马等遗迹。其地俗称张家坟（今属燕头乡）。

#### 明 张黼、张羽、张翀墓
张黼，定兴县丞。张羽，字凤举，张黼之子（详见本志人物篇）。张翀，羽弟，字鹏举，官至江西广信府知府。三人墓都在县西北十里铺（今张家庄），有土阜，墓前有华表、石人、石马等，至今遗迹犹存。

#### 明 张𦒎、张京元墓
张𦒎，字鹄举，官至户部侍郎（详见本志人物篇）。张京元，字思德，三岁即读书成谣，比长，文思敏捷，倾倒一时。书法尤精妙。明万历三十二年进士，授户部主事，擢江西提学副使。二人墓都在县东向曙营（今俗称张家坟）。有土阜，井立华表，雕龙云纹，石马背上刻有马鞍，鞍两侧刻卷叶纹。现仅存遗迹。

### 古建筑

#### 城隍庙
泰兴城隍庙（又名邑庙），始建于北宋咸平二年（999年）。建炎元年（1127年），金兵南犯，庙遭火焚，几成废墟。南宋绍兴年间重建，元兵南下时，又焚于火。明洪武年间再建，主要建筑有正殿、后楼、两厢等。民国36年（1947年）秋，漂江小学迁校于城隍庙，几经扩建、改建，仅留正殿、后楼。正殿由前后殿组成。前殿卷锁屋面，通面阔3间18米，进深9.3米；后殿单檐歇山屋面，面阔三间20.86米，进深13.54米，后楼硬山重檐，五开间，上下两层。整个建筑占地面积1054平方米。1982年，县人民政府定为县级文物保护单位。

#### 福慧寺
福慧寺（俗名东寺庙）。在黄桥镇东街，宋天圣四年（1026年）建，原有三进正屋，建筑雄伟。前进有18罗汉塑像，金碧辉煌，面南而坐；有赤脚观音塑像，面北而立。旁有二十四天尊塑像。解放后，改建为“黄桥电影院”，现仅留庙宇前进五间。

#### 孔庙（文庙）
孔庙俗称夫子庙。始建于南宋高宗绍兴年间，元末殁于兵火。明洪武三年（1370年），知县吕秉直就故址重建。主要建筑有大成门、大成殿、明伦堂、崇圣殿、尊经阁等。抗日战争期间，日本侵略军驻兵于此，破坏极大，仅存大成殿、牌楼和部分石雕。大成殿开面3间，面阔14.4米，进深14.5米，砖木结构，单檐歇山顶，筒瓦覆盖。背檩高13米。牌楼通面阔7.17米，高7.84米，中花板上写有“金声玉振”四字，其下雕有麒麟、大象、人物、花卉等，形态自然，纹饰优美。石雕有双狮、华表等，造型美观，雕刻精细。1953年改建为烈士堂（现为县革命烈士纪念馆的一部分）后，经过修缮，保留了明代建筑石雕艺术的特色。1982年，县人民政府定为县级文物保护单位。

#### 玄坛庙戏台
在过船乡长沟村南。系原玄坛庙的一部分，坐南朝北，始建年代无考。后屋桁梁上有“大清嘉庆四年重修”匾记。戏台上下两层，嵌山屋面。台下两侧有楼梯与上层相通，台后有三间两层楼屋相连，硬山屋面；底层与台后楼屋为一体，用作过道。1987年，县人民政府定为县级文物保护单位。

#### 鲲化池
在泰兴镇孔庙（今革命烈士纪念馆）前，明代隆庆元年（1567年）兴建。池为半圆形，直径38.57米，深7米，皆以方石砌成。池周围以石栏，其上雕有花卉、云彩、飞禽、走兽等图案，共38块，完整无缺，图形十分清晰。解放后，全池经过整修，并于石栏中间立雕刻精美、各具姿态的7对石狮。1982年，县人民政府定为县级文物保护单位。

#### 法轮塔
在泰兴城西金瓶湾。清康熙二年（1663年）邑人季式祖等建。塔高七层，无顶，内形正方，外形八角，十余里外可见。塔基坚固，虽历经沧桑，仍巍然矗立。塔旁原有宝莲庵，建塔后改名法轮庵。关于此塔无顶的传说甚多，可信者有二：一是未竣工即停建；二是原设计无顶，而有护塔雨水设施。1956年，江苏省人民委员会列为三级文物保护单位。

#### 奎文阁
在今革命烈士纪念馆东南隅。始建于清康熙五十年（1711年）。其后，曾于乾隆二十年、二十八年两次修缮。乾隆四十年，知县胡宁主持重建。嘉庆十二年又修。阁基甚高，共两层，外呈六角形，中祀魁星，故又称魁星阁。1953年重新修建，至今保存完好。1982年，县人民政府定为县级文物保护单位。

#### 四方楼
在今口岸镇人民政府内。北楼建于清乾隆三年（1739年），系民间豪富住房建筑。两层10间，面阔5间20米，进深7椽10米，通高11米；南楼建于民国初年，与北楼相向而立，建筑标准同北楼，楼间两侧建有厢房两层12间，通面阔9米，进深5米。整个建筑和谐一致，四周外墙为砖木结构，内部每室上下四壁为木结构。门窗均雕以花卉，做工精致，保存完好。1987年，县人民政府定为县级文物保护单位。

#### 襟江书院
在今泰兴中学内，建于清咸丰十年（1861年）。1949年前，原五架梁厢房20楹改建为七架梁。近年来因大门、重门朽蚀严重，于1987年重修，将进深由60米减为67米。现书院由大门、重门、厢房、讲堂组成，共35间，讲堂仍为原貌，大门、重门屋架依旧，厢房均按原样改建，占地面积1500平方米，房屋面积680平方米。讲堂内墙上嵌有“襟江书院记”石刻12块，为清代书法家何绍基所书。1987年，县人民政府定为县级文物保护单位。

#### 大生桥
在城西乡大生村。原名大孙桥，明万历年间建，清康熙、光绪年间均曾修葺。为5孔石拱桥，桥身平面长24.5米，中心宽4.28米，桥面宽4.17米。中孔宽7.9米，次孔宽5.2米，两梢孔现为积土所埋。桥孔弧度大于半圆，孔内拱石系纵横分节并列式，造型古朴。1987年，县人民政府定为县级文物保护单位。

#### 起凤桥
在刁铺镇解放街128号与劳动街1号之间。始建于清末。系花岗岩石板桥，桥面宽3.5米，桥身长13.4米，桥墩至桥面高3.8米。桥栏上镌刻“民国四年重修”、“民国六年四月竣工”题记。十块栏板上雕刻凸形花卉，造型古朴粗犷，得自然之趣。1987年，县人民政府定为县级文物保护单位。

#### 三井
在泰兴镇鼓楼西路北侧。始建年代不详。据旧志记载，“明崇祯三年（1630年），僧宗□募浚”，“易砖而石”，“凡三易寒暑，而役始竣”。井深5米，井筒内径1.33米，井上置石圈三个，分三口汲水。俯视井中，三个井口都倒映在水中。当时井旁立有石碑一块，碑首有“古三井”三大字，下刻《重修三井碑记》，碑阴载有施主姓名及钱粮数目，已圮废。但井水至今从未枯竭，仍为居民饮用。其地俗称三井头。

#### 双井
分布在县城隍庙（今襟江小学）门前两旁。最早见于清康熙《泰兴县志》，始建年代不详。传说双井的距离虽不大，水位却有高差，水质也各不相同，一淡一咸，现今尚存西侧一井，井体由砖砌成，井上护以石栏，至今井水旺盛，仍为居民饮用。